# Вишнёвый пирог

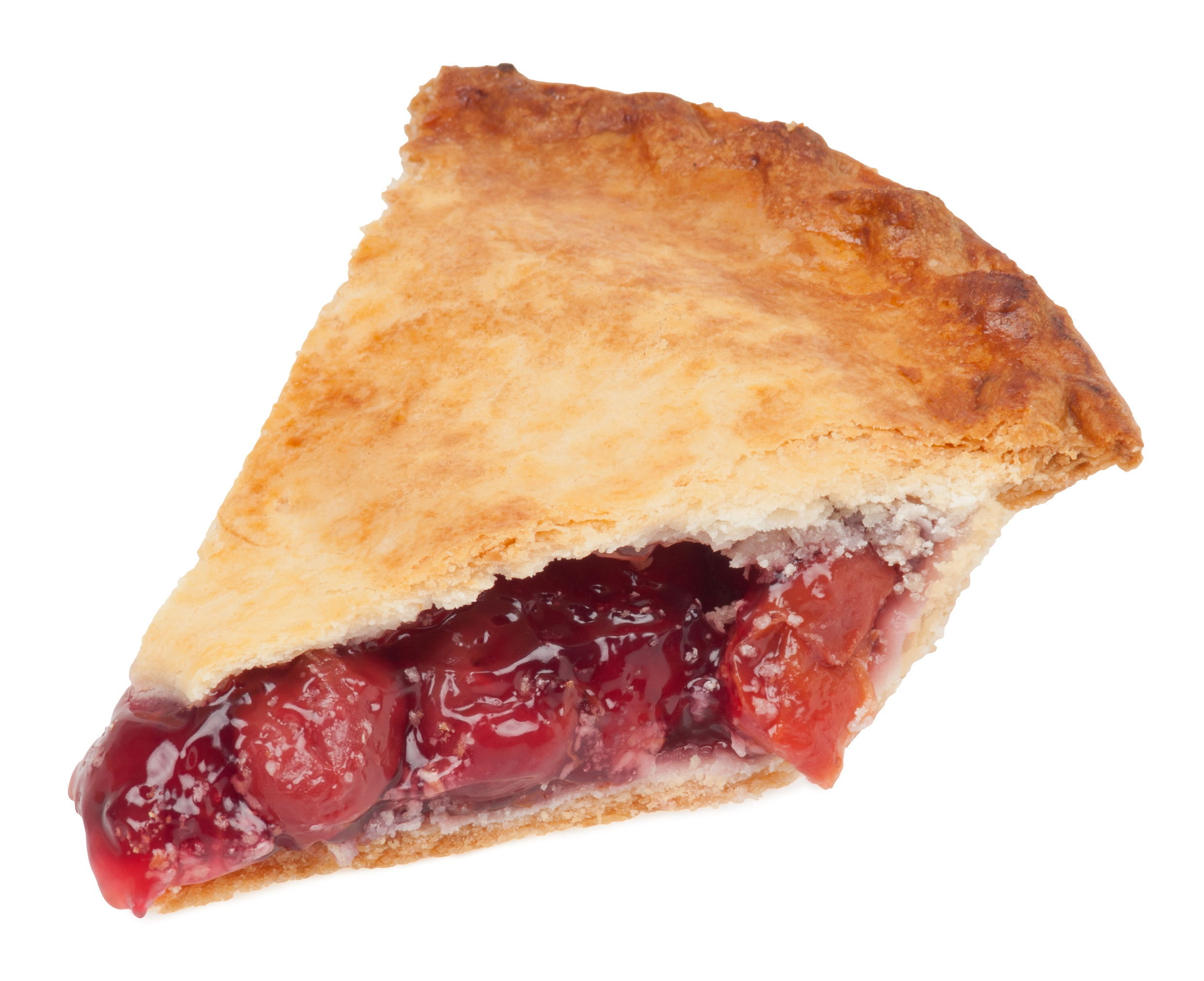
Кусочек вишнёвого пирога

Вишнёвый пирог — пирог с вишнёвой начинкой. Традиционный десерт для стран Европы и Северной Америки. Готовится из дрожжевого, песочного или слоёного теста. Характерен для русской и украинской кухни, где он обычно готовился на сметане.
Вишня используется целая, чаще свежая, реже консервированная. Вишнёвые пироги закрытые, начинка, как правило, находится внутри или прикрыта тестом, и этим они отличаются от другой выпечки с вишней, например, клафути или тарта.
В Северной Америке из-за сбора урожая вишни в середине лета, совпадающего с Днём Канады 1 июля, и Днём независимости Америки 4 июля, на эти праздники часто подают вишнёвый пирог. Он также связан с празднованием Дня рождения Вашингтона из-за легенды о честности молодого Вашингтона в отношении вырубки вишнёвого дерева.
Вишнёвый пирог часто едят со взбитыми сливками или мороженым. Распространенной традицией приготовления в Соединённых Штатах является украшение декоративными узорами из теста.
В Соединённых Штатах Раздел 21 Свода федеральных правил требует, чтобы замороженные вишнёвые пироги содержали не менее 25 % вишни, из которых не более 15 % имели дефекты. Искусственные подсластители не допускаются.